# Pterophylla
Pterophylla is een geslacht van rechtvleugeligen uit de familie sabelsprinkhanen (Tettigoniidae). De wetenschappelijke naam van dit geslacht is voor het eerst geldig gepubliceerd in 1825 door Kirby.

## Soorten
Het geslacht Pterophylla omvat de volgende soorten:
- Pterophylla baezi Bolívar & Bolívar, 1942
- Pterophylla beltrani Bolívar & Bolívar, 1942
- Pterophylla camellifolia Fabricius, 1775
- Pterophylla furcata Caudell, 1906
- Pterophylla robertsi Hebard, 1941